# GA Bunko
GA Bunko (GA文庫) là nhãn hiệu xuất bản liên kết với công ty xuất bản Nhật Bản SB Creative, một công ty con của SoftBank. Nhãn hiệu này thành lập vào tháng 1 năm 2006 và là một nhãn hiệu light novel. Đối tượng mà nhãn xuất bản này nhắm tới là nam giới ở độ tuổi thiếu niên và khoảng 20 tuổi.

## Light novel được xuất bản bởi GA Bunko

### 0–9
| Tiêu đề         | Tác giả          | Minh họa | Số tập |
| --------------- | ---------------- | -------- | ------ |
| 29 to JK        | Yuji Yuji        | Yan-Yam  | 8      |
| 8 Girls Odyssey | Yoshida Chikashi | Uki      | 1      |

### A
| Tiêu đề                       | Tác giả                                  | Minh họa       | Số tập |
| ----------------------------- | ---------------------------------------- | -------------- | ------ |
| Akitsushima                   | Takano Yūki                              | Minakami Kaori | 3      |
| Alchemist no Nirvana          | Morita Kisetsu                           | Haruka Natsuki | 5      |
| Ar tonelico: Melody of Elemia | Tanaka Kei & Gust Corporation, Banpresto | Nagira         | 1      |
| Ayakashi Maniacs!             | Kakino Tane                              | Inugahora An   | 5      |
| Ayakashi Rotenshou Tikitaka   | Inoue Itsuki                             | Yuran          | 2      |

### B
| Tiêu đề                    | Tác giả                                               | Minh họa         | Số tập |
| -------------------------- | ----------------------------------------------------- | ---------------- | ------ |
| Bakerano!                  | Sugii Hikaru                                          | Akahito          | 2      |
| Black Magic                | Kakinuma Hideki, Shirow Masamune (Người Sáng Tạo Gốc) | Tsubaki Harusame | 2      |
| Boku no Shion              | Honda Tōru                                            | Momose Hisashi   | 3      |
| Bōkyaku Kenshi no Excellio | Nagamono Mamoru                                       | Akagi Hirotaka   | 1      |

### C
| Tiêu đề                                                    | Tác giả           | Minh họa        | Số tập |
| ---------------------------------------------------------- | ----------------- | --------------- | ------ |
| Calamity Knight: Alternative                               | Takase Kanata     | Hibiki Reine    | 2      |
| Charlotte wa Glass no Kutsu no Yume wo miruka              | Tsuzuki Yoshihiro | Fujioka Yōko    | 1      |
| Chōjin-Kokoseitachi wa Isekai demo Yoyu de Ikinuku Yōdesu! | Misora Riku       | Sacraneco       | 8      |
| Chō-jitaku Keibi Shōjo Chinori                             | Obata Yasumi      | Shū             | 1      |
| Chūko demo Koi ga Shitai!                                  | Tao Noritake      | ReDrop          | 5      |
| Clear Voice                                                | Iida Yukiko       | Yūryū Nagare    | 1      |
| Crazy Kangaroo no Natsu                                    | Yoshimi Ako       | Fujimoto Miyuki | 2      |

### D
| Tiêu đề                                                           | Tác giả         | Minh họa        | Số tập |
| ----------------------------------------------------------------- | --------------- | --------------- | ------ |
| De-ko-tsu-n                                                       | Kenji Nojima    | Sugar-Piccola   | 1      |
| Demon's Summoner                                                  | Nakazato Yūji   | Hozumi Riya     | 4      |
| Die Nachtjäger                                                    | Suzumoto Yūichi | Kazumi          | 1      |
| Dungeon ni Deai o Motomeru no wa Machigatteiru Darō ka?(DanMachi) | Ōmori Fujino    | Yasuda Suzuhito | 18     |

### E
| Tiêu đề | Tác giả    | Minh họa | Số tập |
| ------- | ---------- | -------- | ------ |
| EX!     | Kyōdai Oda | Uki      | 15     |

### F
| Tiêu đề                                                     | Tác giả       | Minh họa       | Số tập |
| ----------------------------------------------------------- | ------------- | -------------- | ------ |
| Fata Morgana no Yakata: Anata no Genten ni Itaru Monogatari | Keika Hanada  | Moyataro       | 4      |
| Furifuro                                                    | Takasaki Tōru | Tsuchida Okurō | 1      |

### G
| Tiêu đề                                    | Tác giả        | Minh họa                       | Số tập |
| ------------------------------------------ | -------------- | ------------------------------ | ------ |
| Gin no Te no Shiva: Hakase to Kotori       | Tachihara Tōya | Takayama Mizuki & Sokabe Shūji | 1      |
| Goblin Slayer                              | Kagyu Kumo     | Kannatuki Noboru               | 6      |
| Genocide Reality finally getting published | Fujinyama      | Keroshiki                      | 2      |

### H
| Tiêu đề                                                 | Tác giả         | Minh họa       | Số tập |
| ------------------------------------------------------- | --------------- | -------------- | ------ |
| Haikyo Hotel e Yōkoso                                   | Matsudono Rio   | Ganpon         | 2      |
| Haiyore! Nyaruko-san                                    | Aisora Manta    | Koin           | 12     |
| Hanamori                                                | Echigoya Tesshū | Ayakura Jū     | 1      |
| Hankōki no Imōto wo Maō no Chikara de Shinai Shite Mita | Akira           | Homura Subaru  | 4      |
| Hanon: Kimi no Mezasu Ashita e                          | Kyōdai Oda      | Totsuka Eiji   | 1      |
| Happy Death Day                                         | Nozomi Kōta     | Banpai Akira   | 2      |
| Hareta Sora ni Kujira                                   | Ōnishi Kagaku   | Refeia         | 3      |
| Hauhau                                                  | Bugi Tōmon      | Koin           | 1      |
| Hundred                                                 | Misaki Jun      | Ōkuma Nekosuke | 7      |

### I
| Tiêu đề                              | Tác giả      | Minh họa        | Số tập |
| ------------------------------------ | ------------ | --------------- | ------ |
| Inō-Battle wa Nichijō-kei no Naka de | Kota Nozomi  | 029             | 12     |
| Irregular's Rebellion                | Ochi Shizuku | Ochau           | 3      |
| Isa to Yuki                          | Yūya Aoi     | Mikazuki Kakeru | 5      |
| Ittōu Ryōudan no Amber Kiss          | Mihagi Senya | Neko Coffee     | 2      |

### J
| Tiêu đề             | Tác giả           | Minh họa       | Số tập |
| ------------------- | ----------------- | -------------- | ------ |
| Jinx Game           | Adachi Ataru      | Niritsu        | 3      |
| Johnpei to Boku to  | Ōnishi Kagaku     | Ginpachi       | 4      |
| Jōki Teikoku Sōdōki | Kawasaki Yasuhiro | Yūki Katsuhiko | 3      |

### K
| Tiêu đề                                               | Tác giả       | Minh họa        | Số tập |
| ----------------------------------------------------- | ------------- | --------------- | ------ |
| Kagura Kenbu no Aerial                                | Chiba Jujin   | Mutsumi Masato  | 4      |
| Kamen Majo no Resistance                              | Suebashi Ken  | Manyako         | 2      |
| Kamisama ga Yōi Shitekureta Basho                     | Yazaki Arimi  | Fuzzy           | 3      |
| Kamunagi                                              | Okigaki Jun   | Mutsuki Munch   | 5      |
| Karakuri-sō no Ijin tachi                             | Shimojima Kei | Migi            | 2      |
| Kawaii Onnanoko ni Kōryaku Sareru no Wa Suki desu ka? | Amano Seiju   | Kakao           | 5      |
| Kishiō Kōho no Guarvant                               | Hiro Itō      | Kurogin         | 2      |
| Koko wa Mahō Shōnen Ikusei Center                     | Kumi Saori    | Narushima Yuri  | 5      |
| Kuraki wa Ware wo ōu                                  | Asamatsu Ken  | Kanai Ryō       | 3      |
| Kyokō no Senshi                                       | Kamino Okina  | Tanuma Yūichirō | 3      |

### L
| Tiêu đề                          | Tác giả        | Minh họa           | Số tập |
| -------------------------------- | -------------- | ------------------ | ------ |
| Light novel no Tanoshii kakikata | Tōru Honda     | Kasumi Kirino      | 10     |
| Lady General                     | Chida Masayuki | Shirayuki Shōshirō | 3      |

### M
| Tiêu đề                            | Tác giả                            | Minh họa                           | Số tập |
| ---------------------------------- | ---------------------------------- | ---------------------------------- | ------ |
| Maid Deka                          | Hayami Yūji                        | Haimura Kiyotaka                   | 9      |
| Mal'ākh no Tane: Katayoku no Kioku | Hosoe Hiromi                       | Mikaki Mikako                      | 1      |
| Maō to Hime to Ecchi no Hon        | Shimono Otsukai                    | Syroh                              | 2      |
| MAPS: Shared world                 | Yūichi Hasegawa (Original Creator) | Yūichi Hasegawa (Original Creator) | 2      |
| Meikyū-gai Chronicle               | Hayashi Ryōsuke                    | Tsuyuki                            | 1      |
| Metal Witch Sisters                | Hibiki Yū                          | Koin                               | 4      |
| Mugen no Linkage                   | Awamura Akamitsu                   | Senmu                              | 5      |

### N
| Tiêu đề | Tác giả         | Minh họa | Số tập |
| ------- | --------------- | -------- | ------ |
| No-Rin  | Shiratori Shirō | Kippu    | 12     |

### O
| Tiêu đề                                                                 | Tác giả        | Minh họa    | Số tập |
| ----------------------------------------------------------------------- | -------------- | ----------- | ------ |
| Oda Nobuna no Yabō                                                      | Kasuga Mikage  | Miyama-Zero | 10     |
| Odoru Hoshi Furu Reneshikuru                                            | Yuuji Yuuji    | TakayaKi    | 6      |
| Oto x Maho                                                              | Shirase Shū    | Yasu        | 16     |
| Otonari no Mahō tsukai                                                  | Shinozaki Sami | Oya Osamu   | 3      |
| Otonari no Tenshi-sama ni Itsu no Ma ni ka Dame Ningen ni Sareteita Ken | Saekisan       | Hanekoto    | 10     |

### P
| Tiêu đề               | Tác giả       | Minh họa     | Số tập |
| --------------------- | ------------- | ------------ | ------ |
| Parallel Mariners     | Kino Kōichi   | Sikorsky     | 2      |
| Pochi no Winning shot | Shin'ya Kasai | John Hathway | 2      |
| Princess Sword!       | Kamino Okina  | Miyama Waka  | 5      |

### Q
| Tiêu đề  | Tác giả         | Minh họa | Số tập |
| -------- | --------------- | -------- | ------ |
| Quintet! | Echigoya Tesshū | Senmu    | 2      |

### R
| Tiêu đề                     | Tác giả          | Minh họa     | Số tập |
| --------------------------- | ---------------- | ------------ | ------ |
| Radical Elements            | Shiratori Shirō  | Katō Haruaki | 3      |
| Rakudai Kishi no Kyabarurii | Misora Riku      | Won          | 18     |
| Ryūō no Oshigoto!           | Shiratori Shirow | Shirabi      | 14     |

### S
| Tiêu đề                            | Tác giả | Minh họa | Số tập                                                                                    |
| ---------------------------------- | --- | --- | ----------------------------------------------------------------------------------------- |
| Sacred Chronicle                   | Mikogami Rei | KeG | 1                                                                                         |
| Sadistic Agent                     | Nakazato Yūji | Imusanjo | 2                                                                                         |
| Sahō Tsukai no Shishō-chan         | Haruhara Kemuri | Koin | 2                                                                                         |
| Saijaku Muhai no Bahamut           | Akatsuki Senri | Kasuga Ayumu | 15                                                                                        |
| Samurai Guard                      | Maisaka Hikaru | Shiino Yui | 2                                                                                         |
| Sanada Jūyūki!                     | Baba Takuya | Naruse Yūji | 3                                                                                         |
| School Girl Strikers Novel Channel | Sakaki Ichirō, Hikami Keiichi, Aman Seijuo, Hibiki Yū                                                                                                  | Kobayashi Gen, Momoyama Hinase | 2                                                                                         |
| Seiken Tsukai no World Break       | Awamura Akamitsu | Refeia | 5                                                                                         |
| Senjin Gaishi                      | Hanada Isamu | Hirooka Masaki | 4                                                                                         |
| Senpūden: Rera-Siw                 | Asamatsu Ken | Yamada Akihiro | 3                                                                                         |
| Shaggy Dog                         | Nanao Akira | Miyagi | 5                                                                                         |
| Shamrock                           | Sawagami Miya | Nishiwaki Yūri | 12                                                                                        |
| Shinkyoku Sōkai Polyphonica        | Sakaki Ichirō (Crimson) Ōsako Jun'ichi (Black & Leon the Resurrector) Madoka Takatono (White) Tsukiji Toshihiko (Blue) Azano Kōhei (Don Sariel) et al. | Kannazuki Noboru (Crimson) Bunbun (Black) Kinako Hiro (White, 1-5) Nagi Kasumi (White, 6-) Eiji Usatsuka (Blue) Shinobu Shōryū (Leon) Kazuaki (Don Sariel) | 10 (Crimson) 10 (Black) 6 (White) 2 (Blue) 3 (Leon) 1 (Don Sariel) 2 (Marble) 1 (Palette) |
| Shokei Shōjo no Virgin Road        | Sato Mato | Nilitsu | 4                                                                                         |
| Shōnen Kyūmashi to Koi suru Otome  | Mikogami Rei | Nabeshima Tetsuhiro | 2                                                                                         |
| Sōkai Girls!                       | Shiratori Shirow | Yasuyuki | 3                                                                                         |
| Sol Bright                         | Etō Ransei | Amajio Komeko | 3                                                                                         |
| S.P.A.T.!                          | Takano Yūki | Taira Tsukune | 1                                                                                         |
| Storage Over                       | Nakao Akira | Takura Toworu | 3                                                                                         |
| Surveillance Manual                | Seki Ryōko | Sanada Taketo | 4                                                                                         |
| Survived Five                      | Kasai Shin'ya | Tokunō Shōtarō | 3                                                                                         |
| Sword Junker                       | Kamishiro Sow | Kurahana Chinatsu | 1                                                                                         |

### T
| Tiêu đề                                                                                 | Tác giả       | Minh họa     | Số tập |
| --------------------------------------------------------------------------------------- | ------------- | ------------ | ------ |
| Tatoeba Last Dungeon Mae no Mura no Shōnen ga Joban no Machi de Kurasu Yō na Monogatari | Satō Toshio   | Watanuki Nao | 7      |
| Tenjō Ugatsu Shinma no Ken                                                              | Takagi Kōichi | Koin         | 3      |
| Tenshi ga ochita Machi                                                                  | Higuchi Akio  | Akurō Suke   | 1      |
| Tensai Ōji no Akaji Kokka Saisei Jutsu: Sō da, Baikoku Shiyō                            | Toba Toru     | fal_maro     | 8      |
| Tokyo Stray Wizards                                                                     | Nakatani Eita | Riv          | 1      |
| Tomodachi no Imōto ga Ore ni Dake Uzai                                                  | Mikawa Ghost  | Tomari       | 6      |

### U
| Tiêu đề                                    | Tác giả          | Minh họa       | Số tập |
| ------------------------------------------ | ---------------- | -------------- | ------ |
| Uchi no Isōrō ga Sekai wo Shōaku Shiteiru! | Nanajoh Tsuyoshi | Nozomi Tsubame | 9      |

### V
| Tiêu đề        | Tác giả      | Minh họa       | Số tập |
| -------------- | ------------ | -------------- | ------ |
| Valkyrie Works | Aisora Manta | Tsurugi Hagane | 1      |

### W
| Tiêu đề                                 | Tác giả                                     | Minh họa                           | Số tập |
| --------------------------------------- | ------------------------------------------- | ---------------------------------- | ------ |
| Warelf Online                           | Nagamono Mamoru                             | Umiko                              | 1      |
| War Generation: Hōkago Bōeitai          | Kakinuma Hideki                             | Eizō Hōden                         | 1      |
| Wasureenu Majo no Monogatari            | Naruharu Usa                                | Kamen Kamo                         | 2      |
| White Album 2: Yuki ga Tsumugu Senritsu | Tsukishima Masaya Leaf (Người Sáng Tạo Gốc) | Nakamura Takeshi Katsura Keiichirō | 6      |

### Y
| Tiêu đề    | Tác giả      | Minh họa        | Số tập |
| ---------- | ------------ | --------------- | ------ |
| Yggdrasill | Mizuki Ikumi | Tsubaki Halsame | 1      |

### Z
| Tiêu đề    | Tác giả        | Minh họa | Số tập |
| ---------- | -------------- | -------- | ------ |
| Zoa Hunter | Ōsako Jun'ichi | Bunbun   | 6      |